# Косъю (приток Илыча)
Косъю — река в России, протекает по территории Троицко-Печорского района Республики Коми. Устье реки находится в 180 км по правому берегу реки Илыч. Длина реки — 34 км.
Исток реки находится на возвышенности Ыджид-Парма к западу от хребта Эбельиз (предгорья Северного Урала). Река стекает с возвышенности в долину Илыча, течёт на юг. Всё течение проходит в ненаселённой холмистой тайге, в низовьях течёт в скальных выходах. Ширина русла перед устьем 16 метров, скорость течения 0,7 м/с.
В 15 км от устья принимает слева реку Ошвож (в водном реестре — река без названия).

## Этимология гидронима
Косъю — «Сухая река» на коми от кос — «сухой» и ю — «река».

## Данные водного реестра
По данным государственного водного реестра России относится к Двинско-Печорскому бассейновому округу, водохозяйственный участок реки — Печора от истока до водомерного поста у посёлка Шердино, речной подбассейн реки — Бассейны притоков Печоры до впадения Усы. Речной бассейн реки — Печора.